# Grand Prix automobile de Monaco 1957
GP précédent GP suivant
Le Grand Prix de Monaco 1957 (XVe Grand Prix de Monaco), disputé sur le circuit de Monaco le 19 mai 1957, est la cinquante-huitième épreuve du championnat du monde de Formule 1 courue depuis 1950 et la seconde manche du championnat 1957.

## Contexte avant le Grand Prix

### Le championnat du monde
Quatrième saison disputée sous la réglementation Formule 1 2,5 litres (moteur 2 500 cm3 atmosphérique ou 750 cm3 suralimenté, carburant libre), 1957 a débuté dans un contexte difficile. Deux drames ont affecté la Scuderia Ferrari : le 14 mars, Eugenio Castellotti s'est tué en essayant une monoplace sur la piste de Modène. Et deux mois plus tard un terrible accident a endeuillé la célèbre course des Mille Miles, la Ferrari Sport pilotée par Alfonso de Portago étant sortie en pleine ligne droite à plus de 250 km/h, probablement à la suite de l'éclatement d'un pneu ; le pilote et son coéquipier Nelson furent tués sur le coup, ainsi que dix spectateurs fauchés par la voiture en perdition. D'autre part, le torchon brûle entre les écuries de formule un et les organisateurs de Grand Prix, ces derniers jugeant leurs frais bien trop élevés et voulant réduire considérablement les primes de départ versées aux concurrents. Pour défendre leurs droits face aux organisateurs, les pilotes viennent de fonder un syndicat international, présidé par l'ancien champion Louis Chiron. C'est donc dans une ambiance tendue que va se dérouler la deuxième manche du championnat, à Monaco. Leader de l'équipe Maserati, le quadruple champion du monde Juan Manuel Fangio arrive en position de force, ayant remporté l'épreuve inaugurale en Argentine. Stirling Moss, son adversaire principal, vient quant à lui de quitter l'équipe Maserati pour Vanwall, attiré par la modernité et l'avant-gardisme des monoplaces britanniques, qui ont le mois précédent confirmé leur niveau de performance en dominant les premiers tours du Grand Prix de Syracuse, se montrant également les plus rapides lors du Glover Trophy à Goodwood.

### Le circuit

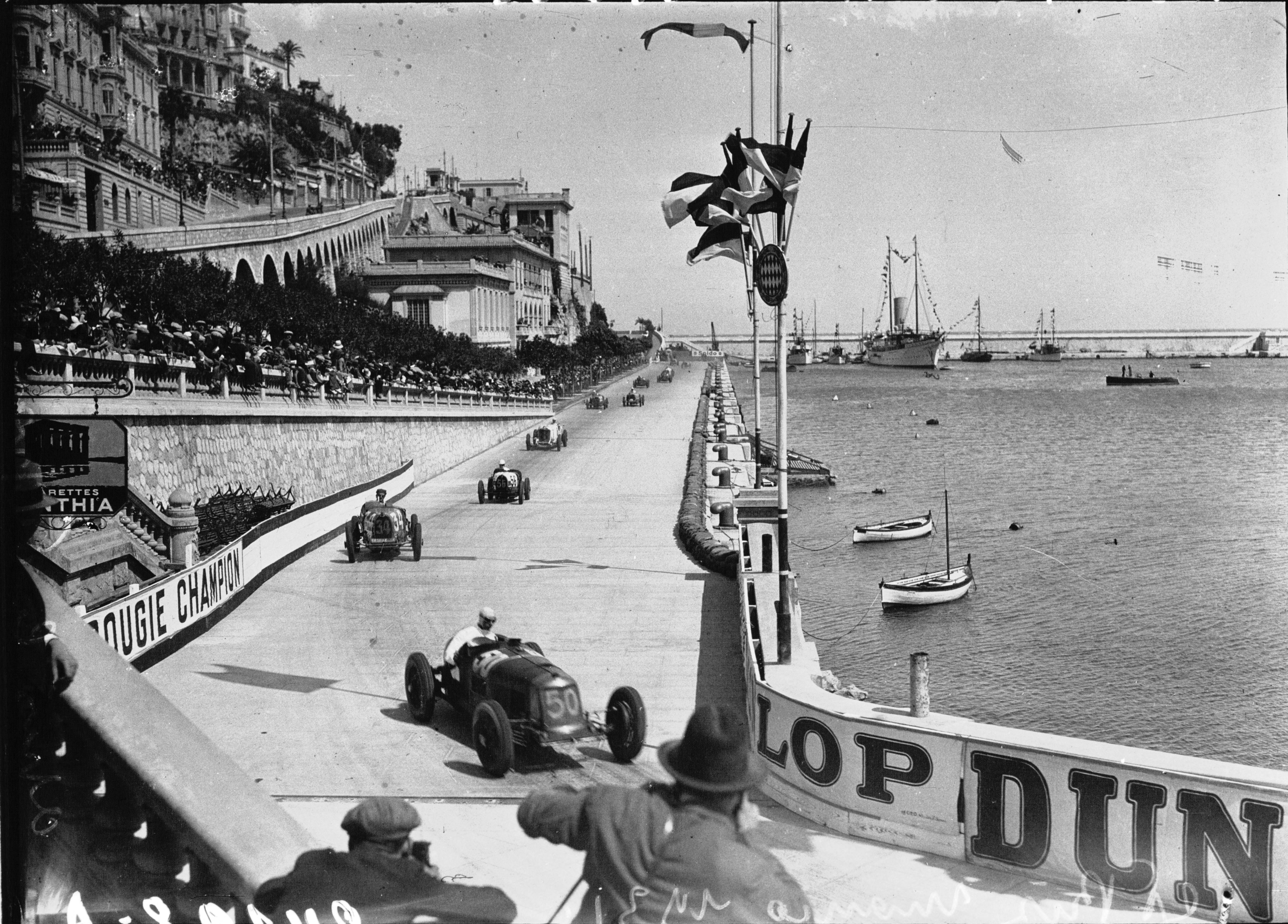
Le virage du bureau de tabac, sur le port.

Tracé en 1929 dans les rues de la principauté de Monaco et utilisé une fois par an à l'occasion du Grand Prix, ce circuit urbain est resté pratiquement inchangé depuis sa création, à l'exception de la chicane du port, modifiée en 1956 afin de ralentir plus efficacement les voitures en cet endroit, une décision prise à la suite de l'accident d'Alberto Ascari en 1955, repêché après un spectaculaire plongeon dans le port. Sur ce tracé très sinueux, la moyenne au tour des monoplaces de grand prix est inférieure à 110 km/h. La piste étroite et l'absence de dégagements demandent aux pilotes une concentration extrême, toute faute de trajectoire se traduisant par une touchette, un tête-à-queue ou une sortie de piste, entraînant un taux d'abandons et d'arrêts au stand très élevé (sur les huit voitures classées en 1956, trois seules furent épargnées par les incidents de course).

## Monoplaces en lice
- Ferrari 801 "Usine"

La Scuderia Ferrari a engagé quatre nouvelles monoplaces de type 801, un modèle dérivé de la D50, qui a débuté avec succès lors du Grand Prix de Syracuse, en avril, Peter Collins ayant remporté la victoire devant son coéquipier Luigi Musso. Le moteur V8, d'origine Lancia, a peu évolué depuis l'année précédente mais est maintenant semi-porteur. Au niveau du châssis, la suspension avant a été modifiée, l'empattement a été allongé et les caissons latéraux comportant les réservoirs auxiliaires ont disparu. La 801 pèse environ 650 kg, son moteur développant 285 chevaux. L'équipe dispose en réserve d'une D50 de l'année précédente, ainsi que de la toute nouvelle Dino 156 à moteur V6 1500 cm3 (environ 180 chevaux), conçue pour la Formule 2, catégorie réapparue cette saison. Collins est épaulé par Mike Hawthorn, Wolfgang von Trips et Maurice Trintignant, ce dernier remplaçant au pied levé Musso, affecté de maux d'estomac chroniques.
- Maserati 250F "Usine"

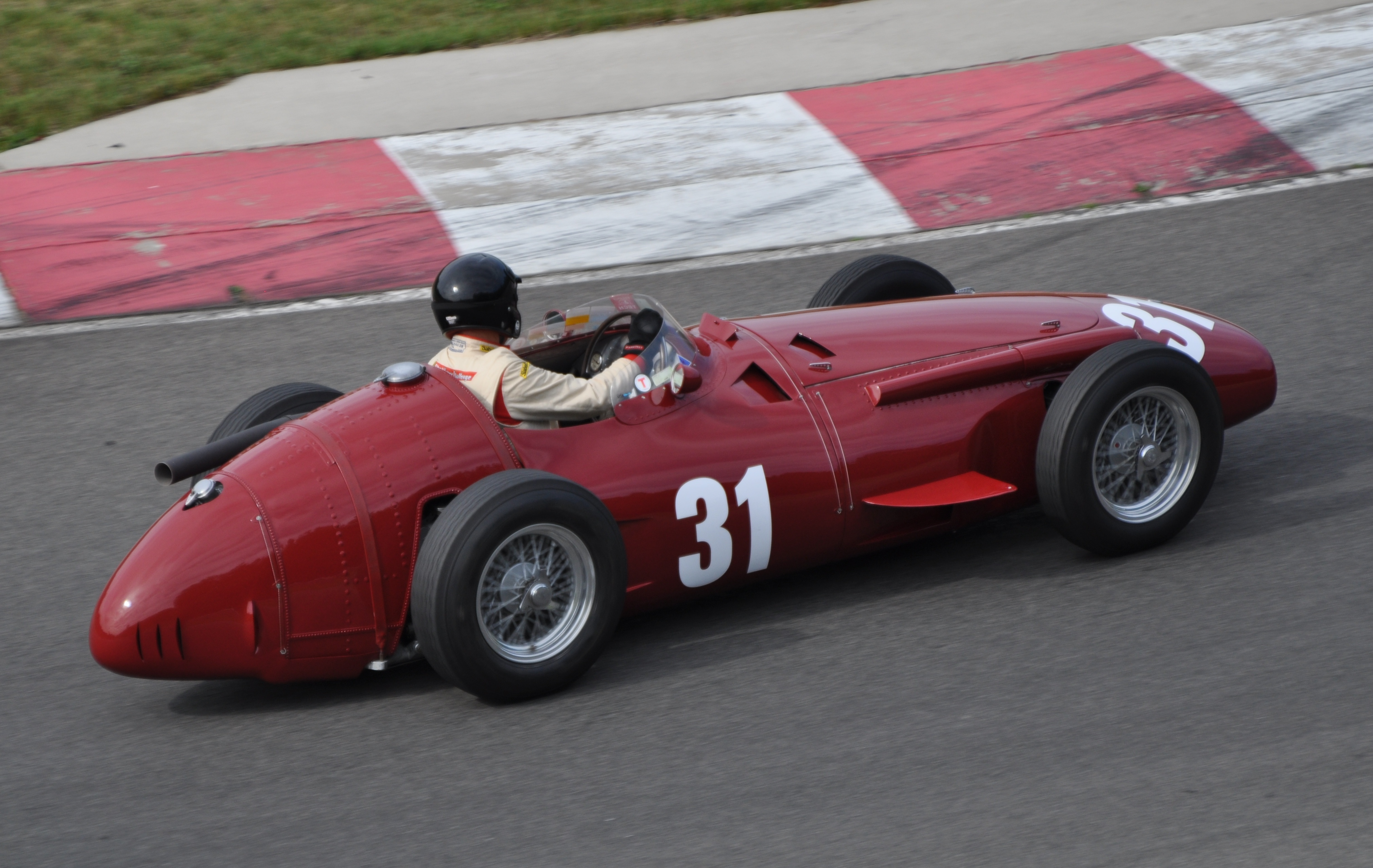
Une Maserati 250F lors d'une course historique.

L'usine a engagé cinq 250F (dont trois versions allégées et empattement long, 620 kg, moteur six cylindres en ligne développant 270 chevaux à 8000 tr/min). Juan Manuel Fangio, Carlos Menditéguy et Harry Schell (qui vient d'intégrer l'équipe officielle en remplacement de Jean Behra, qui s'est blessé lors des reconnaissances des Mille Miles). Giorgio Scarlatti et Hans Herrmann pilotent des modèles plus anciens, un peu plus lourds, à empattement court. Une sixième voiture est disponible : la 250F à moteur V12, d'une puissance de 310 chevaux à 10000 tr/min, déjà vue lors des essais du Grand Prix de Syracuse, mais n'ayant encore jamais couru. Elle est équipée de la boîte de vitesses du modèle Sport 350S. Quatre 250F privées sont également sur le circuit : deux de la Scuderia Centro Sud confiées à Masten Gregory et à André Simon, ainsi que celles des pilotes amateurs Luigi Piotti et Horace Gould. Joakim Bonnier et Gerino Gerini étaient également sur la liste des inscrits, mais ont déclaré forfait.
- Vanwall VW "Usine"

Tony Vandervell a amené trois voitures (dont une servant de mulet), spécialement adaptées pour l'épreuve monégasque : profilage avant raboté afin d'optimiser le refroidissement du moteur, simple saute-vent frontal remplaçant l'habituelle demi-couronne. Réglé de façon à privilégier la souplesse à la puissance pure, le moteur à quatre cylindres alimenté par injection développe environ 280 chevaux, dotant la Vanwall d'un rapport poids/puissance particulièrement favorable, la voiture ne pesant que 570 kg. Le freinage, assuré par quatre freins à disque Dunlop, constitue un des autres points forts de ce modèle. Après des essais concluants sur les circuits d'Oulton Park, Silverstone et Goodwood à l'automne 1956, Stirling Moss a signé un contrat de premier pilote pour 1957. Il est épaulé par Tony Brooks. À ce stade de la saison, l'équipe n'a pas encore arrêté son choix du troisième pilote.
- BRM P25 "Usine"

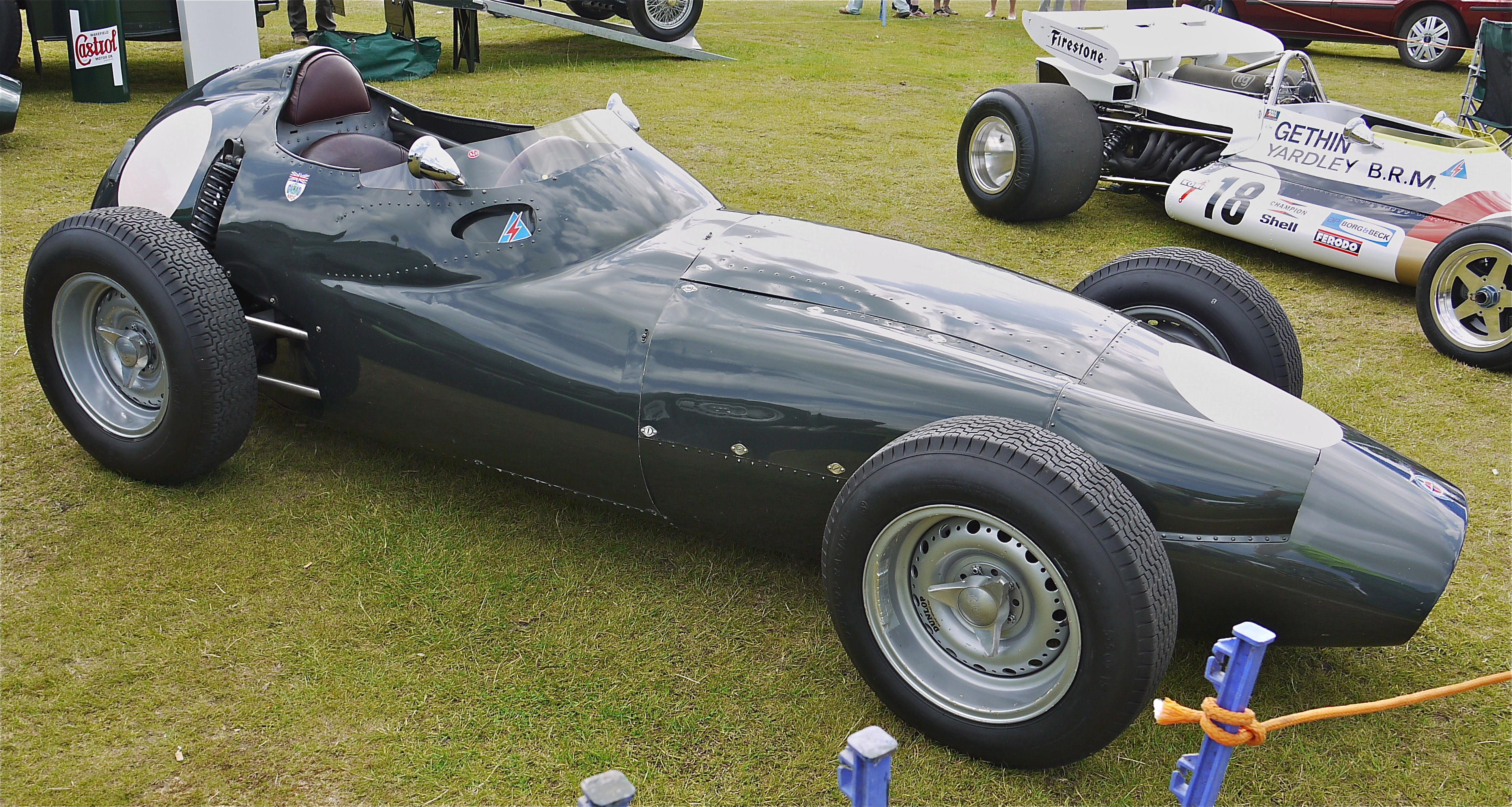
La BRM P25

Après les nombreux avatars de la saison 1956 (fragilité chronique des soupapes et surtout de la transmission, à l'origine de multiples accidents), l'équipe BRM a construit deux nouvelles P25 pour 1957, modifiées suivant les recommandations d'Alec Issigonis et de Colin Chapman, appelés à titre de consultants. Le châssis a notamment été renforcé, la suspension repensée (remplacement des lames transversales arrière par des ressorts hélicoïdaux) et le système de lubrification de la transmission fiabilisé. Les petites monoplaces de Bourne affichent toujours un excellent rapport poids/puissance (270 chevaux pour un peu plus de 550 kg). Le Glover Trophy de Goodwood, hors-championnat, a toutefois montré que, malgré un comportement plus sûr, la fiabilité laissait encore à désirer. Ron Flockhart y a terminé troisième, mais Roy Salvadori n'a pu effectuer qu'un tour en course à cause d'un problème de freins. C'est la même équipe de pilotes que l'on retrouve à Monaco.
- Connaught B "Usine"

L'équipe britannique Connaught dispose pour l'épreuve monégasque de trois monoplaces 'Type B', dont une spécialement recarrossée que pilote Stuart Lewis-Evans. Cette version à l'arrière anguleux, surnommée 'Toothpaste tube' (tube de dentifrice), s'est imposée à sa première sortie lors du Glover Trophy à Goodwood, aux mains de Lewis-Evans, ayant bénéficié de l'abandon des principaux favoris. Les deux autres châssis (l'un confié à Ivor Bueb, l'autre servant de mulet) sont restés dans leur configuration de 1956. Ces monoplaces sont équipées d'un moteur quatre cylindres Alta développant 250 chevaux à 6800 tr/min ; elles pèsent environ 590 kg et leur freinage est assuré par quatre freins à disque.
- Cooper T43 "Usine"

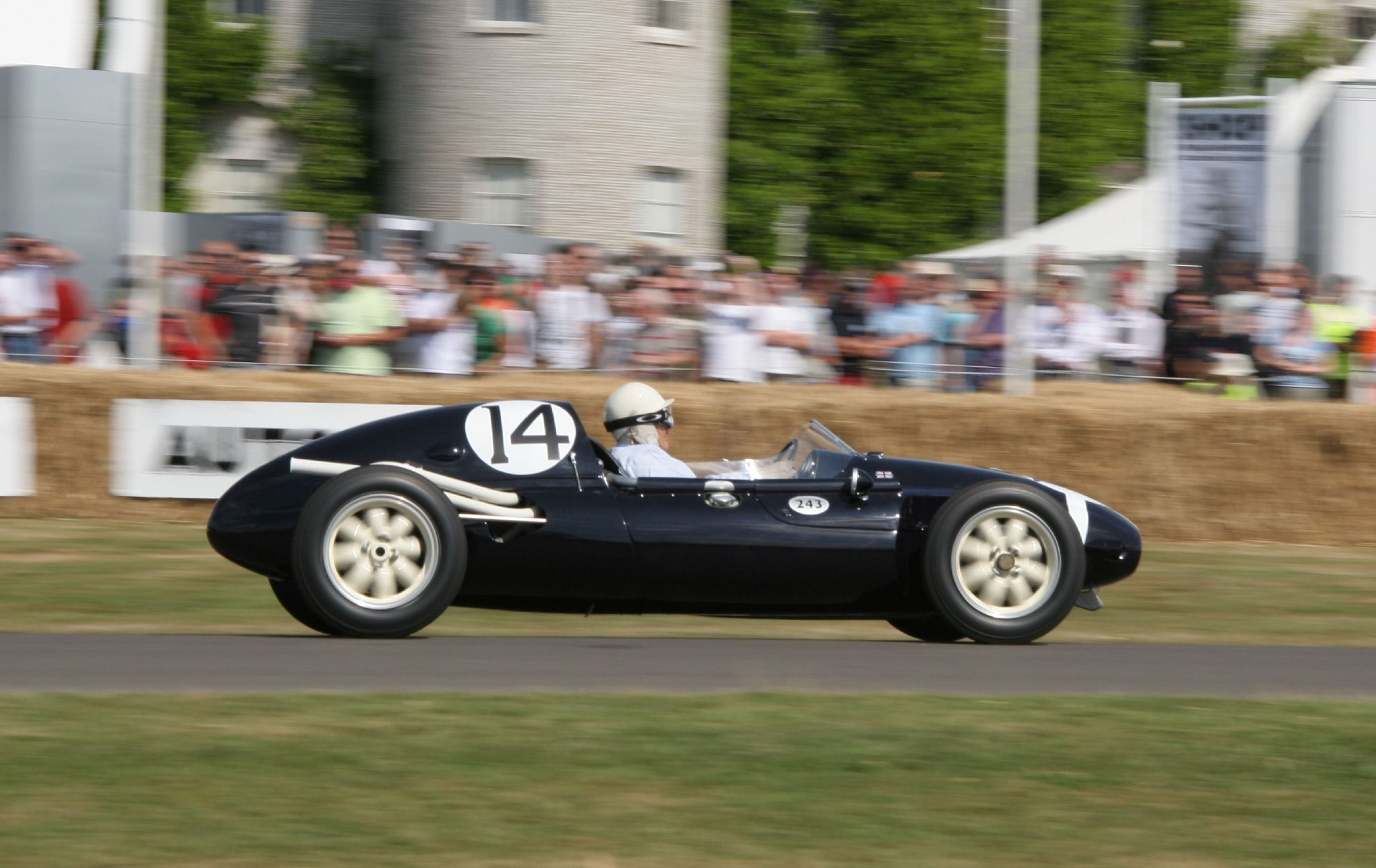
Une Cooper-Climax T43 lors d'une course historique.

Estimant que sa petite T43 de formule 2, à moteur central arrière, ne pesant que 370 kg, pouvait aisément se mêler aux formules 1 sur les circuits très sinueux, John Cooper en a engagé une pour Les Leston. Cette voiture dispose d'un moteur quatre cylindres Coventry Climax de 1500 cm3, développant environ 160 chevaux. D'autre part, en collaboration avec Rob Walker, il a équipé une T43 d'un moteur Climax FPF de deux litres de cylindrée. D'une puissance de 180 chevaux pour un poids inférieur à 400 kg, cette mini F1 est confiée à Jack Brabham.

## Coureurs inscrits
| no    | Pilote                       | Écurie                          | Constructeur | Modèle                                    | N° châssis        | Moteur                   | Pneumatiques |
| ----- | ---------------------------- | ------------------------------- | ------------ | ----------------------------------------- | ----------------- | ------------------------ | ------------ |
| 2     | Masten Gregory               | Scuderia Centro Sud             | Maserati     | Maserati 250F                             | 2511              | Maserati L6              | P            |
| 4     | André Simon                  | Scuderia Centro Sud             | Maserati     | Maserati 250F                             | 2515              | Maserati L6              | P            |
| 6     | Ron Flockhart                | Owen Racing Organisation        | BRM          | BRM P25                                   | 254               | BRM L4                   | D            |
| 8     | Roy Salvadori                | Owen Racing Organisation        | BRM          | BRM P25                                   | 253               | BRM L4                   | D            |
| 10    | Stuart Lewis-Evans           | Connaught Engineering           | Connaught    | Connaught B                               | B3                | Alta L4                  | D            |
| 12 11 | Ivor Bueb                    | Connaught Engineering           | Connaught    | Connaught B                               | B7 B2             | Alta L4                  | D            |
| 14    | Jack Brabham                 | Cooper Car Company / Rob Walker | Cooper       | Cooper T43                                | F2-5-57 F2-9-57   | Coventry Climax L4       | A            |
| 16    | Les Leston                   | Cooper Car Company              | Cooper       | Cooper T43 (F2)                           | F2-9-57           | Coventry Climax L4       | D            |
| 18    | Stirling Moss                | Vandervell Products             | Vanwall      | Vanwall VW                                | VW3               | Vanwall L4               | P            |
| 20    | Tony Brooks                  | Vandervell Products             | Vanwall      | Vanwall VW                                | VW7               | Vanwall L4               | P            |
| 22    | Horace Gould                 | Gould's Garage                  | Maserati     | Maserati 250F                             | 2514              | Maserati L6              | D            |
| 24    | Wolfgang von Trips           | Scuderia Ferrari                | Ferrari      | Ferrari 801                               | D50/0009          | Ferrari V8               | E            |
| 26    | Peter Collins                | Scuderia Ferrari                | Ferrari      | Ferrari 801                               | D50/0008          | Ferrari V8               | E            |
| 28    | Mike Hawthorn                | Scuderia Ferrari                | Ferrari      | Ferrari 801 Ferrari Lancia D50 'Syracuse' | D50/0005 D50/0003 | Ferrari V8 Ferrari V8    | E            |
| 30    | Maurice Trintignant          | Scuderia Ferrari                | Ferrari      | Ferrari 801                               | D50/0006          | Ferrari V8               | E            |
| 32 35 | Juan Manuel Fangio           | Officine Alfieri Maserati       | Maserati     | Maserati 250F Maserati 250F V12           | 2528 2523         | Maserati L6 Maserati V12 | P            |
| 34    | Jean Behra Giorgio Scarlatti | Officine Alfieri Maserati       | Maserati     | Maserati 250F                             | 2501              | Maserati L6              | P            |
| 36    | Carlos Menditéguy            | Officine Alfieri Maserati       | Maserati     | Maserati 250F                             | 2527              | Maserati L6              | P            |
| 38    | Harry Schell                 | Officine Alfieri Maserati       | Maserati     | Maserati 250F                             | 2529              | Maserati L6              | P            |
| 40    | Hans Herrmann                | Officine Alfieri Maserati       | Maserati     | Maserati 250F                             | 2522              | Maserati L6              | P            |
| 42    | Luigi Piotti                 | Privé                           | Maserati     | Maserati 250F                             | 2519              | Maserati L6              | P            |
| 44    | Joakim Bonnier               | Privé                           | Maserati     | Maserati 250F                             | 2505              | Maserati L6              | P            |
| 46    | Gerino Gerini                | Privé                           | Maserati     | Maserati 250F                             |                   | Maserati L6              | P            |

- La Maserati 250F à moteur V12 (n°35, châssis 2523) a été également essayée par Carlos Menditéguy durant les essais[13].
- Accidenté aux essais, Jack Brabham a pris le départ sur la Cooper de son coéquipier Les Leston, le moteur F2 étant remplacé par le moteur initialement monté sur le châssis endommagé.

## Qualifications
Les essais se déroulent les jeudi, vendredi et samedi précédant la course.

### Séance du jeudi 16 mai

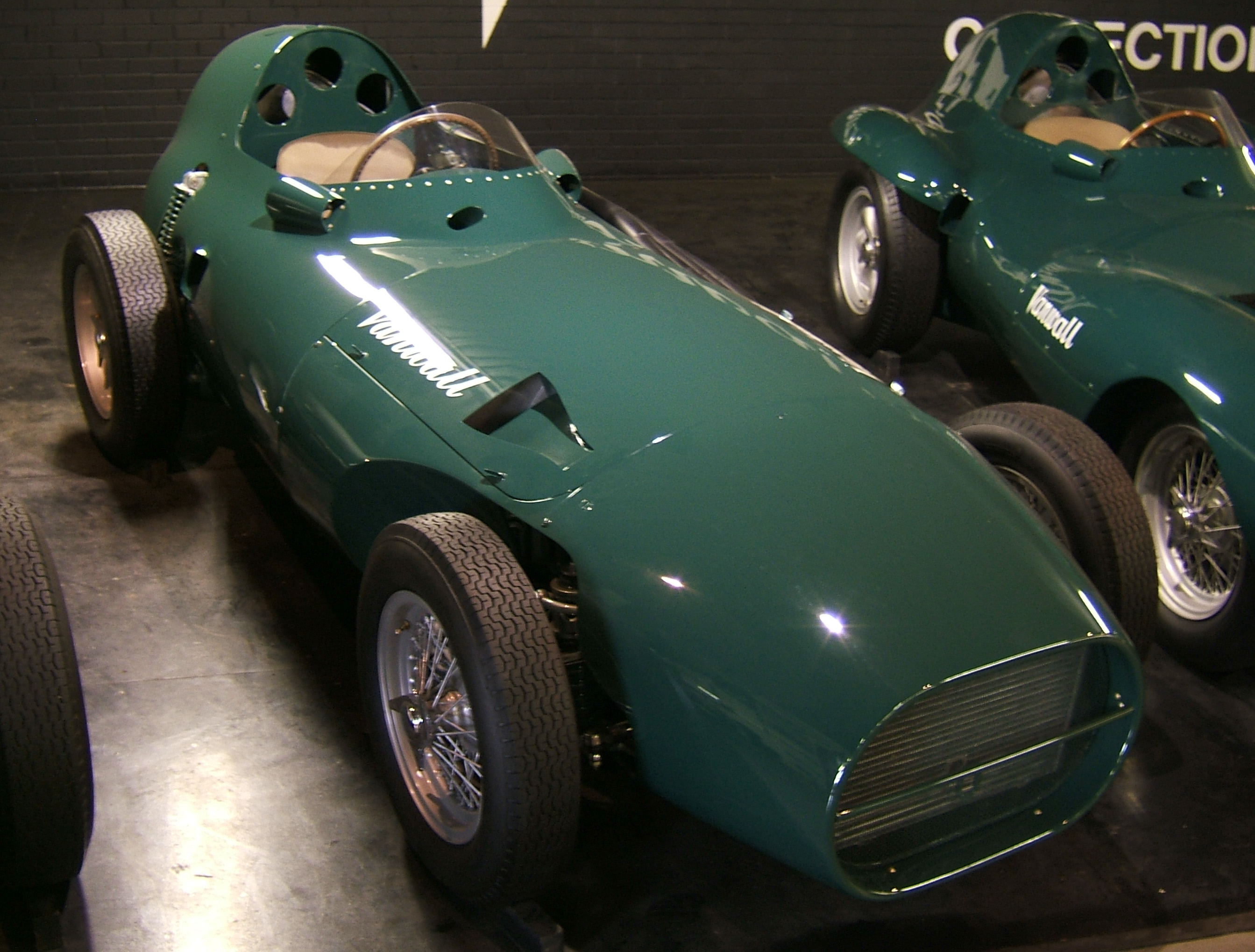
Stirling Moss se montre le plus rapide de la première journée sur la Vanwall, dont l'avant a été spécialement modifié pour Monaco.

Peu de voitures sont en piste pour cette première journée d'essais, qui va se dérouler sous le soleil. Conséquence de la catastrophe des Mille Miles, causée par la sortie de route de la Ferrari Sport d'Alfonso de Portago, toutes les voitures de la Scuderia (y compris les monoplaces) ont été saisies pour inspection par les autorités italiennes, et n'ont pu être acheminées à temps. Comme l'année précédente, une prime de cent livres est offerte au pilote le plus rapide de la première séance. Stirling Moss est l'un des premiers à s'élancer, mais avant d'avoir pu réaliser un temps de référence, il se loupe à la chicane du port, abîmant une roue et endommageant la suspension avant de sa Vanwall. L'équipe britannique dispose heureusement d'une voiture de réserve, qui va permettre au pilote britannique de se montrer le plus rapide du jour, avec un temps d'1 min 44 s 4 (108,448 km/h), s'octroyant la prime. Après avoir essayé la Maserati V12, qui s'est avérée trop 'pointue' sur le tourniquet monégasque, Juan Manuel Fangio a repris son habituelle six cylindres. Sans donner l'impression de forcer, il s'est approché à 1/10 du temps de Moss. Les deux hommes se sont montrés nettement plus rapides que les autres concurrents, d'autant que les pilotes Ferrari n'ont pu participer à la séance, faute de montures. Peter Collins a cependant pu essayer la petite Cooper deux litres de Jack Brabham (ce dernier n'étant pas encore arrivé, John Cooper a gracieusement prêté sa voiture) ; il a ainsi pu accomplir quelques tours, au rythme d'1 min 55 s, une escapade qui fut loin de faire plaisir à Enzo Ferrari lorsqu'il eut vent de l'affaire.

### Séance du vendredi 17 mai
Cette deuxième journée voit l'arrivée simultanée des six Ferrari, enfin libérées par les autorités italienne. Après un début de session se déroulant sur le mouillé, la piste va progressivement sécher. Avec un temps d'1 min 43 s 3 (109,6 km/h), Collins semble bien parti pour s'octroyer la pole position avec la nouvelle '801', mais en toute fin de séance, Fangio sort le grand jeu et réalise 1 min 42 s 7 (110,2 km/h), soit 6/10 de mieux que son ancien coéquipier, et 9/10 de mieux que Moss, troisième. Les quatre pilotes Ferrari ont tourné sur les nouveaux modèles à empattement long, la D50 de l'année précédente et la formule 2 restant au stand. Bien que s'étant montré plus rapide que ses coéquipiers Maurice Trintignant et Wolfgang von Trips, Mike Hawthorn est assez loin du temps réalisé par Collins et n'est pas satisfait de sa monoplace, la direction posant problème et va demander à ses mécaniciens de la changer durant la nuit. Également arrivé le vendredi, Brabham a découvert le circuit ; il est sorti de la piste peu avant la fin de la session, détruisant la suspension avant de sa Cooper, avant d'avoir pu assurer sa qualification.

### Séance du samedi 18 mai
La dernière séance d'essais se déroule le samedi après-midi. Hawthorn trouve la direction de sa voiture nettement améliorée, mais n'est toutefois pas pleinement satisfait aussi demande-t-il à son coéquipier Collins de l'essayer ; ce dernier s’exécute aussitôt, mais n'a guère le loisir d'en apprécier le comportement, se loupant à la chicane et endommageant sérieusement la Ferrari sur une borne du port ! Hawthorn doit donc se rabattre sur l'ancienne D50, à empattement court, qui à sa grande surprise, va s'avérer plus maniable et mieux adaptée au tracé sinueux de Monaco. La journée apporte peu de changement dans la hiérarchie. Brabham parvient in extremis à se qualifier, ayant récupéré le châssis F2 de son coéquipier Les Leston sur lequel ses mécaniciens ont greffé le moteur deux litres de la voiture accidentée la veille : en fin de séance, il a réalise un temps d'1 min 49 s 3 qui lui vaut la quinzième place sur la grille, 1/10 devant la Connaught d'Ivor Bueb, et reléguant Roy Salvadori (BRM), dix-septième, au rang de premier non-qualifié.

### Résultats

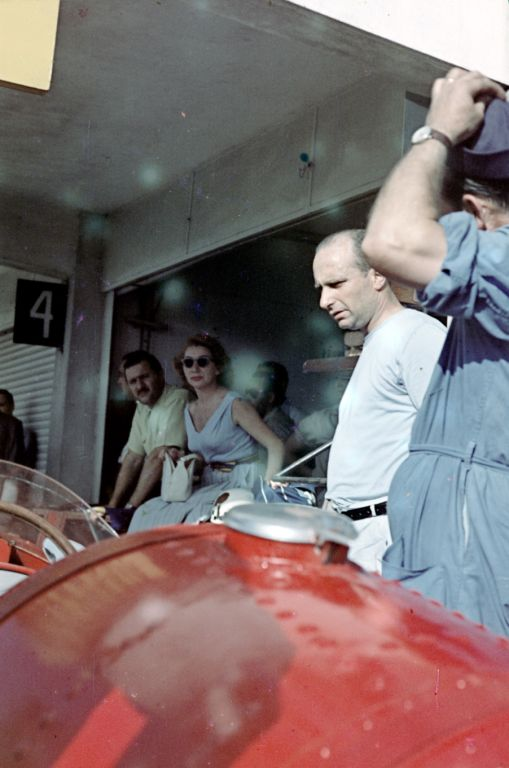
Juan Manuel Fangio (vu ici à Buenos Aires au côté de sa Maserati) une nouvelle fois le plus rapide à Monaco : quatre participations pour quatre marques différentes et quatre pole positions.

| Pos. | Pilote              | Écurie         | Temps        | Écart    |
| ---- | ------------------- | -------------- | ------------ | -------- |
| 1    | Juan Manuel Fangio  | Maserati       | 1 min 42 s 7 | -        |
| 2    | Peter Collins       | Ferrari        | 1 min 43 s 3 | + 0 s 6  |
| 3    | Stirling Moss       | Vanwall        | 1 min 43 s 6 | + 0 s 9  |
| 4    | Tony Brooks         | Vanwall        | 1 min 44 s 4 | + 1 s 7  |
| 5    | Mike Hawthorn       | Ferrari        | 1 min 44 s 6 | + 1 s 9  |
| 6    | Maurice Trintignant | Ferrari        | 1 min 46 s 7 | + 4 s 0  |
| 7    | Carlos Menditéguy   | Maserati       | 1 min 46 s 7 | + 4 s 0  |
| 8    | Harry Schell        | Maserati       | 1 min 47 s 3 | + 4 s 6  |
| 9    | Wolfgang von Trips  | Ferrari        | 1 min 47 s 9 | + 5 s 2  |
| 10   | Masten Gregory      | Maserati       | 1 min 48 s 4 | + 5 s 7  |
| 11   | Ron Flockhart       | BRM            | 1 min 48 s 6 | + 5 s 9  |
| 12   | Horace Gould        | Maserati       | 1 min 48 s 7 | + 6 s 0  |
| 13   | Stuart Lewis-Evans  | Connaught-Alta | 1 min 49 s 1 | + 6 s 4  |
| 14   | Giorgio Scarlatti   | Maserati       | 1 min 49 s 2 | + 6 s 5  |
| 15   | Jack Brabham        | Cooper-Climax  | 1 min 49 s 3 | + 6 s 6  |
| 16   | Ivor Bueb           | Connaught-Alta | 1 min 49 s 4 | + 6 s 7  |
| 17   | Roy Salvadori       | BRM            | 1 min 49 s 6 | + 6 s 9  |
| 18   | Hans Herrmann       | Maserati       | 1 min 49 s 9 | + 7 s 2  |
| 19   | André Simon         | Maserati       | 1 min 51 s 7 | + 9 s 0  |
| 20   | Luigi Piotti        | Maserati       | 1 min 54 s 3 | + 11 s 6 |
| 21   | Les Leston          | Cooper-Climax  | 1 min 58 s 9 | + 16 s 2 |

## Grille de départ du Grand Prix
| 1re ligne | Pos. 3                             |                               | Pos. 2                           |                                 | Pos. 1                           |
|           | Moss Vanwall 1 min 43 s 6          |                               | Collins Ferrari 1 min 43 s 3     |                                 | Fangio Maserati 1 min 42 s 7     |
| 2e ligne  |                                    | Pos. 5                        |                                  | Pos. 4                          |                                  |
|           |                                    | Hawthorn Ferrari 1 min 44 s 6 |                                  | Brooks Vanwall 1 min 44 s 4     |                                  |
| 3e ligne  | Pos. 8                             |                               | Pos. 7                           |                                 | Pos. 6                           |
|           | Schell Maserati 1 min 47 s 3       |                               | Menditéguy Maserati 1 min 46 s 7 |                                 | Trintignant Ferrari 1 min 46 s 7 |
| 4e ligne  |                                    | Pos. 10                       |                                  | Pos. 9                          |                                  |
|           |                                    | Gregory Maserati 1 min 48 s 4 |                                  | Trips Ferrari 1 min 47 s 9      |                                  |
| 5e ligne  | Pos. 13                            |                               | Pos. 12                          |                                 | Pos. 11                          |
|           | Lewis-Evans Connaught 1 min 49 s 1 |                               | Gould Maserati 1 min 48 s 7      |                                 | Flockhart BRM 1 min 48 s 6       |
| 6e ligne  |                                    | Pos. 15                       |                                  | Pos. 14                         |                                  |
|           |                                    | Brabham Cooper 1 min 49 s 3   |                                  | Scarlatti Maserati 1 min 49 s 2 |                                  |
| 7e ligne  |                                    |                               | Pos. 16                          |                                 |                                  |
|           |                                    |                               | Bueb Connaught 1 min 49 s 4      |                                 |                                  |

## Déroulement de la course
Après un début de journée pluvieux, le soleil est revenu et la piste est totalement sèche lorsque le départ est donné le dimanche après-midi. Au baisser du drapeau, Stirling Moss est le plus prompt à s'élancer, mais Juan Manuel Fangio parvient à glisser sa Maserati à la corde de l'épingle du Gazomètre et à s'extraire en tête du premier virage, juste devant la Vanwall du Britannique. Ce dernier déborde le champion du monde au virage de Sainte Dévote et à la fin du premier tour il a déjà pris quelques longueurs d'avance sur ses poursuivants. Fangio est maintenant talonné par la Ferrari de Peter Collins, et très prudent en ce début de course, le laisse passer dans la montée du Casino, au cours du second tour, bouclé par Moss à près de 104 km/h de moyenne. Moss et Collins se détachent de Fangio, qui préfère observer à distance. Après trois tours, les deux leaders passent roues dans roues, menant un train d'enfer. Fangio compte environ 200 mètres de retard ; il précède alors la Vanwall de Tony Brooks et la Ferrari de Mike Hawthorn, qui a regagné quelques places depuis le départ. Moss est toujours en tête lorsqu'il aborde la chicane du port pour la quatrième fois. En difficulté avec ses freins, il ne parvient pas à ralentir suffisamment et tire tout droit dans les barrières, à environ 110 km/h, écrasant le nez de sa Vanwall. Surpris par une barrière projetée sur la piste, Collins ne parvient pas à négocier l'obstacle et percute les protections bordant le quai, détruisant également sa voiture. La route est alors obstruée au deux tiers, les barrières roulant dans toutes les directions, lorsque Fangio arrive ; il a parfaitement observé la scène, suffisamment ralenti et grâce à son habileté légendaire parvient à passer pratiquement sans encombre, une de ses roues arrière ayant néanmoins roulé sur un poteau ! Moins expérimenté, Brooks se fait surprendre et freine violemment, bloquant Hawthorn qui percute l'arrière de la Vanwall. Sous le choc, la roue avant droite de la Ferrari a été arrachée et Hawthorn achève sa course dans les barrières du port. Quelques instants ont suffi pour priver la course de trois de ses principaux animateurs, heureusement tous indemnes ! Fangio est maintenant en tête, avec environ cinq secondes d'avance sur Brooks, qui s'est relancé, sa voiture n'ayant pratiquement pas souffert. La Ferrari de Wolfgang von Trips est désormais troisième, devant les Maserati de Carlos Menditéguy, Harry Schell et Horace Gould.
Le carambolage de la chicane a mis fin au suspense des premiers tours. Fangio contrôle d'autant plus facilement l'écart sur Brooks que la Vanwall du Britannique est privée d'embrayage. Le reste du peloton, emmené par von Trips, perd régulièrement du terrain sur les hommes de tête. L'intérêt de la course se reporte sur la remontée de la modeste Cooper vaillamment pilotée par Jack Brabham, qui au dixième tour prend la sixième place, alors que Gould vient d'abandonner à cause d'une fuite d'huile. Au quinzième tour, Menditéguy heurte un trottoir et doit s'arrêter au stand pour changer de roue, laissant la quatrième place à Schell, tandis que Maurice Trintignant (Ferrari) dépasse Brabham, prenant la cinquième place. Schell ne profite pas longtemps de sa position, la suspension avant de sa Maserati s'affaissant (le pilote franco-américain avait auparavant heurté le trottoir à Sainte Dévote), le contraignant à l'abandon à la fin du vingt-troisième tour. Un instant quatrième, Trintignant doit également s'arrêter au stand, à cause de problèmes électriques, perdant de nombreuses places. Après trente tours, Fangio, détenteur du record du tour, compte toujours cinq secondes d'avance sur Brooks. À bonne distance viennent ensuite von Trips, l’étonnant Brabham, puis la BRM de Ron Flockhart. Retardé par son changement de roue, Menditeguy est maintenant sixième.
Au trente-huitième tour, le directeur sportif de la Scuderia Ferrari demande à Hawthorn (qui après l'accident avait regagné son stand à pied) de relayer von Trips, toujours en troisième position. Gêné par sa grande taille dans le cockpit du pilote allemand, Hawthorn n'effectue que trois boucles avant de rentrer, ne parvenant pas à tourner le volant sans heurter ses genoux ! Malgré ces deux arrêts, von Trips reprend la piste toujours en troisième position, à un tour des hommes de tête, mais son avance sur Menditéguy, bien remonté, a fondu. Et au quarante-troisième tour, le pilote argentin, plus rapide, s'empare de la troisième place. Il va se maintenir à cette position durant huit tours, avant d'effectuer un spectaculaire tête-à-queue à la chicane, sa Maserati achevant sa course sur la terrasse, renversant une dizaine de chaises. Le pilote argentin s'en tire avec quelques coupures au visage. von Trips retrouve sa troisième place, devant Brabham. La course sombre dans la monotonie. Schell, qui a repris la voiture de son coéquipier Giorgio Scarlatti, est alors sixième. Brabham doit effectuer un ravitaillement et perd deux places, au profit de Masten Gregory (Maserati) et de Schell, qui abandonne d'ailleurs peu après, à cause d'une fuite d'huile. Brabham récupère bientôt sa quatrième place, ayant pris le meilleur sur Gregory. Il ne reste alors plus que sept voitures en course. Aucun changement n'est à signaler durant les vingt-cinq tours suivants, Fangio, malgré des problèmes de boîte de vitesses, conservant une trentaine de secondes d'avance sur Brooks, ayant établi le record du tour bien avant la mi-course, à plus de 107 km/h de moyenne. Mais alors qu'il reste moins de dix tours à couvrir, le moteur de la Ferrari de von Trips serre brutalement à l'approche du casino, le blocage des roues provoquant une sortie de route s'achevant dans le mur ; le pilote en sort indemne. À la surprise générale, Brabham et sa petite Cooper occupent maintenant la troisième place. Le pilote australien ne va cependant pas être récompensé de ses généreux efforts : à quelques minutes de la fin, il tombe en panne, support de pompe à essence cassé ; il mettra une dizaine de minutes à pousser sa voiture jusqu'à la ligne d'arrivée, obtenant la sixième place finale. Fangio a achevé la course triomphalement, remportant sa deuxième victoire en principauté devant un très méritant Tony Brooks. Pour leur premier grand prix, Masten Gregory et Stuart Lewis-Evans, très réguliers, terminent aux troisième et quatrième places, ayant bénéficié des nombreux abandons, et Trintignant obtient une cinquième place inespérée après son très long arrêt au stand.

### Classements intermédiaires
Classements intermédiaires des monoplaces aux premier, troisième, quatrième, dixième, vingtième, vingt-cinquième, trentième, quarantième, cinquantième, soixantième, quatre-vingtième et centième tours.

### Classement de la course
| Pos  | No | Pilote                           | Écurie         | Tours | Temps/Abandon                 | Grille | Points |
| ---- | -- | -------------------------------- | -------------- | ----- | ----------------------------- | ------ | ------ |
| 1    | 32 | Juan Manuel Fangio               | Maserati       | 105   | 3 h 10 min 12 s 8             | 1      | 9      |
| 2    | 20 | Tony Brooks                      | Vanwall        | 105   | 3 h 10 min 38 s 0 (+ 25 s 2)  | 4      | 6      |
| 3    | 2  | Masten Gregory                   | Maserati       | 103   | 3 h 11 min 47 s 2 (+ 2 tours) | 10     | 4      |
| 4    | 10 | Stuart Lewis-Evans               | Connaught-Alta | 102   | 3 h 10 min 13 s 8 (+ 3 tours) | 13     | 3      |
| 5    | 30 | Maurice Trintignant              | Ferrari        | 100   | 3 h 10 min 54 s 4 (+ 5 tours) | 6      | 2      |
| 6    | 14 | Jack Brabham                     | Cooper-Climax  | 100   | 3 h 13 min 55 s 2 (+ 5 tours) | 15     |        |
| Abd. | 24 | Wolfgang von Trips Mike Hawthorn | Ferrari        | 95    | Moteur                        | 9      |        |
| Abd. | 34 | Giorgio Scarlatti Harry Schell   | Maserati       | 64    | Fuite d'huile                 | 14     |        |
| Abd. | 6  | Ron Flockhart                    | BRM            | 60    | Moteur                        | 11     |        |
| Abd. | 36 | Carlos Menditéguy                | Maserati       | 51    | Sortie de piste               | 7      |        |
| Abd. | 12 | Ivor Bueb                        | Connaught-Alta | 47    | Fuite d'essence               | 16     |        |
| Abd. | 38 | Harry Schell                     | Maserati       | 23    | Suspension                    | 8      |        |
| Abd. | 22 | Horace Gould                     | Maserati       | 9     | Fuite d'huile                 | 12     |        |
| Abd. | 18 | Stirling Moss                    | Vanwall        | 3     | Accident                      | 3      |        |
| Abd. | 26 | Peter Collins                    | Ferrari        | 3     | Accident                      | 2      |        |
| Abd. | 28 | Mike Hawthorn                    | Ferrari        | 3     | Accident                      | 5      |        |
| Nq.  | 8  | Roy Salvadori                    | BRM            |       | Non qualifié                  |        |        |
| Nq.  | 40 | Hans Herrmann                    | Maserati       |       | Non qualifié                  |        |        |
| Nq.  | 4  | André Simon                      | Maserati       |       | Non qualifié                  |        |        |
| Nq.  | 42 | Luigi Piotti                     | Maserati       |       | Non qualifié                  |        |        |
| Nq.  | 16 | Les Leston                       | Cooper-Climax  |       | Non qualifié                  |        |        |

### Pole position et record du tour
- Pole position :  Juan Manuel Fangio en 1 min 42 s 7 (vitesse moyenne : 110,243 km/h). Temps réalisé lors de la séance d'essais du vendredi 17 mai[14].
- Meilleur tour en course :  Juan Manuel Fangio en 1 min 45 s 6 (vitesse moyenne : 107,216 km/h) au quarante-quatrième tour.

#### Évolution du record du tour en course
Le record du tour fut amélioré six fois au cours de l'épreuve.

### Tours en tête
- Stirling Moss : 3 tours (1-3)
- Juan Manuel Fangio : 102 tours (4-105)

## Classement général à l'issue de la course
- attribution des points : 8, 6, 4, 3, 2 respectivement aux cinq premiers de chaque épreuve et 1 point supplémentaire pour le pilote ayant accompli le meilleur tour en course (signalé par un astérisque)
- Le règlement permet aux pilotes de se relayer sur une même voiture, les points éventuellement acquis étant alors partagés. En Argentine, González et Portago marquent un  point chacun pour leur cinquième place.
- Sur neuf épreuves qualificatives initialement prévues pour le championnat du monde 1957, huit seront effectivement courues, le Grand Prix de Belgique, programmé le 2 juin, et le Grand Prix des Pays-Bas, programmé le 16 juin[20], ayant été annulés. À la suite de ces défections, la Commission sportive internationale intégrera le Grand Prix de Pescara (épreuve traditionnellement hors championnat) au calendrier mondial.

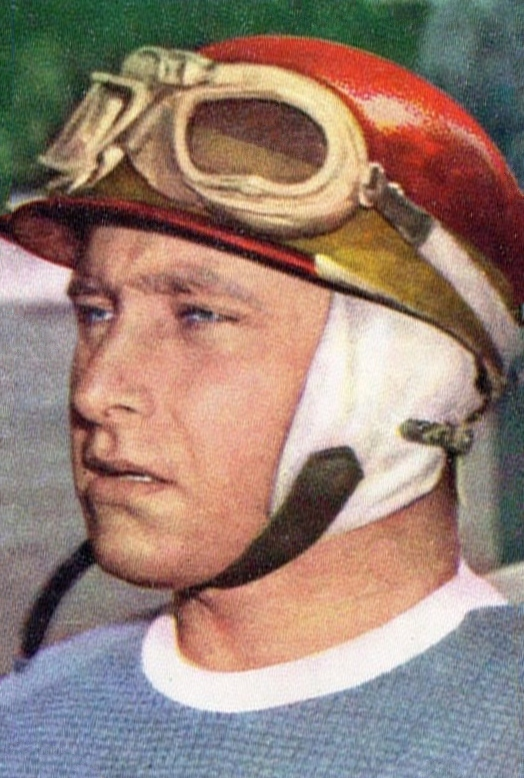
Vainqueur des deux premières manches, Juan Manuel Fangio est bien parti pour remporter un cinquième titre mondial.

| Pos. | Pilote                | Écurie    | Points | ARG | MON | 500 | BEL | NL | FRA | GBR | ALL | PES | ITA |
| ---- | --------------------- | --------- | ------ | --- | --- | --- | --- | -- | --- | --- | --- | --- | --- |
| 1    | Juan Manuel Fangio    | Maserati  | 17     | 8   | 9*  |     |     |    |     |     |     |     |     |
| 2    | Jean Behra            | Maserati  | 6      | 6   | -   |     |     |    |     |     |     |     |     |
|      | Tony Brooks           | Vanwall   | 6      | -   | 6   |     |     |    |     |     |     |     |     |
| 4    | Carlos Menditéguy     | Maserati  | 4      | 4   | -   |     |     |    |     |     |     |     |     |
|      | Masten Gregory        | Maserati  | 4      | -   | 4   |     |     |    |     |     |     |     |     |
| 6    | Harry Schell          | Maserati  | 3      | 3   | -   |     |     |    |     |     |     |     |     |
|      | Stuart Lewis-Evans    | Connaught | 3      | -   | 3   |     |     |    |     |     |     |     |     |
| 8    | Maurice Trintignant   | Ferrari   | 2      | -   | 2   |     |     |    |     |     |     |     |     |
| 9    | José Froilán González | Ferrari   | 1      | 1   | -   |     |     |    |     |     |     |     |     |
|      | Alfonso de Portago    | Ferrari   | 1      | 1   | -   |     |     |    |     |     |     |     |     |
|      | Stirling Moss         | Maserati  | 1      | 1*  | -   |     |     |    |     |     |     |     |     |

## À noter
- 22e victoire en championnat du monde pour Juan Manuel Fangio.
- 8e hat trick en championnat du monde pour Juan Manuel Fangio.
- 7e victoire en championnat du monde pour Maserati en tant que constructeur.
- 7e victoire en championnat du monde pour Maserati en tant que motoriste.
- 1er Grand Prix de championnat du monde pour Ivor Bueb, Masten Gregory et Stuart Lewis-Evans.
- 1ers points en championnat du monde pour Tony Brooks, Masten Gregory et Stuart Lewis-Evans.

- Voitures copilotées :
  - no 24 : Wolfgang von Trips (92 tours) et Mike Hawthorn (3 tours, du 38e au 40e).
  - no 34 : Giorgio Scarlatti (42 tours) et Harry Schell (22 tours).

- Spectateur de la course, le journaliste et pilote Paul Frère déclara après l'arrivée : « En regardant Fangio dominer, j'ai compris pourquoi il était champion du monde », ajoutant également « Brooks fut au dessus de tout éloge et Vanwall devrait remporter au moins une grande victoire cette saison[3]. »